# Microcorys
Microcorys, rod medićevki smješten u tribus Westringieae, dio potporodice Prostantheroideae. Sastoji se od 21 vrste grmova endemičnih za Australije.

## Etimologija
Ime Microcorys potječe od grčkih riječi "micro", što znači mali, i "korys", što u prijevodu znači kaciga. Ova se nomenklatura odnosi na malu, kacigoliku strukturu mahune sjemena, koja razlikuje ovaj rod od ostalih članova u porodici.

## Fizičke karakteristike
Članovi roda Microcorys pokazuju niz fascinantnih fizičkih osobina. Ove biljke obično rastu kao grmovi ili mala stabla, dosežući visinu do 10 metara kod nekih vrsta. Karakteriziraju ih sjajni zeleni listovi koji su često spiralno raspoređeni i imaju jedinstvenu perastu strukturu. Cvjetovi, obično u grozdovima, svijetlo su žuti.

## Prepoznatljive osobine:
- Oblik lista: uski duguljasti i perasto raspoređeni
- Cvjetni grozdovi: Jarko žuti grozdovi u obliku lopte
- Sjemenke: duge, vitke i često uvijene
- Grane: imaju tendenciju da budu bodljikave ili imaju trnovite izbočine.[2]

## Ekološki značaj
Biljke Microcorys igraju vitalnu ulogu u njihovim ekosustavima. Djeluju kao pionirske vrste u poremećenim područjima, pomažući u obnovi tla svojim sposobnostima vezanja dušika. Poboljšanjem plodnosti tla, oni podržavaju raznovrsnu floru i faunu koja od njih ovisi o skloništu i hrani.
Živopisno cvijeće daje nektar raznim oprašivačima, uključujući pčele i ptice, pridonoseći ukupnoj bioraznolikosti regije. Štoviše, mahune sjemena postaju ključni izvori hrane za različite divlje životinje, čime se održavaju zdrave prehrambene mreže.

## Preferirana klima i tlo
Microcorys uspijeva u različitim klimatskim uvjetima, iako uglavnom preferiraju suptropske do umjerene zone. Osobito su prikladni za područja s dobro dreniranim tlima, često preferirajući pjeskovite ili ilovaste podloge. Ta im prilagodljivost omogućuje rast u različitim okruženjima, od obalnih regija do kopnenih šuma.

## Rast i razmnožavanje
Navike rasta razlikuju se među vrstama Microcorys, ali općenito pokazuju brzu stopu rasta, osobito u ranim godinama. Razmnožavaju se prvenstveno sjemenkama koje sazrijevaju u karakterističnim mahunama. Nakon što se mahune osuše i otvore, oslobađaju sjemenke koje vjetar ili životinje mogu raspršiti, omogućujući klijanje novih biljaka.

## Prirodno područje i rasprostranjenost
Prirodno područje rasprostranjenja Microcorys uglavnom je ograničeno na Australiju. Posebno ih ima u izobilju u istočnim i jugoistočnim regijama, gdje im je njihova prilagodljivost omogućila naseljavanje različitih staništa. Neke se vrste čak mogu pronaći u područjima s lošim tlom, pokazujući njihovu otpornost i ekološku svestranost.

## Uobičajeni štetnici i bolesti
Iako su biljke Microcorys relativno otporne, nisu u potpunosti imune na štetočine i bolesti. Uobičajene prijetnje uključuju lisne uši i razne gljivične infekcije koje mogu utjecati na njihovo zdravlje. Odgovarajuće prakse upravljanja i bioraznolikost mogu pomoći u ublažavanju ovih prijetnji, osiguravajući održivi razvoj biljaka.

## Ljudska upotreba
Ljudi su kroz povijest koristili Microcorys za različite namjene. Autohtone australske zajednice tradicionalno su koristile sjemenke za hranu, mljevene u brašno za pečenje. Danas se ove biljke također uzgajaju u ukrasne svrhe zbog svog zadivljujućeg cvata i sposobnosti privlačenja oprašivača.

## Vrste
1. Microcorys barbata R.Br.
2. Microcorys capitata (Bartl.) Benth.
3. Microcorys cephalantha B.J.Conn
4. Microcorys elatoides T.C.Wilson & Hislop
5. Microcorys elliptica B.J.Conn
6. Microcorys eremophiloides Kenneally
7. Microcorys ericifolia Benth.
8. Microcorys exserta Benth.
9. Microcorys glabra (Bartl.) Benth.
10. Microcorys lenticularis F.Muell.
11. Microcorys longiflora F.Muell.
12. Microcorys longifolia (Benth.) Benth.
13. Microcorys macredieana F.Muell.
14. Microcorys obovata Benth.
15. Microcorys pimeloides F.Muell.
16. Microcorys purpurea R.Br.
17. Microcorys queenslandica C.T.White
18. Microcorys subcanescens Benth.
19. Microcorys tenuifolia Benth.
20. Microcorys virgata R.Br.
21. Microcorys wilsoniana B.J.Conn